# Беджер (Південна Дакота)
Беджер (англ. Badger) — місто (англ. town) в США, в окрузі Кінґсбері штату Південна Дакота. Населення — 129 осіб (2020).

## Географія
Беджер розташований за координатами 44°29′8″ пн. ш. 97°12′28″ зх. д. / 44.48556° пн. ш. 97.20778° зх. д. (44.485502, -97.207868).  За даними Бюро перепису населення США в 2010 році місто мало площу 2,75 км², уся площа — суходіл.

## Демографія
Згідно з переписом 2010 року, у місті мешкало 107 осіб у 48 домогосподарствах у складі 27 родин. Густота населення становила 39 осіб/км².  Було 57 помешкань (21/км²).
Расовий склад населення:
| - 100,0 % — білих |

До двох чи більше рас належало 0,0 %. Частка іспаномовних становила 0,0 % від усіх жителів.
За віковим діапазоном населення розподілялося таким чином: 20,6 % — особи молодші 18 років, 51,4 % — особи у віці 18—64 років, 28,0 % — особи у віці 65 років та старші. Медіана віку мешканця становила 48,8 року. На 100 осіб жіночої статі у місті припадало 101,9 чоловіків;  на 100 жінок у віці від 18 років та старших — 97,7 чоловіків також старших 18 років.
Середній дохід на одне домашнє господарство  становив 53 266 доларів США (медіана — 51 250), а середній дохід на одну сім'ю — 55 719 доларів (медіана — 50 938). За межею бідності перебувало 8,8 % осіб, у тому числі 0,0 % дітей у віці до 18 років та 8,7 % осіб у віці 65 років та старших.
Цивільне працевлаштоване населення становило 41 особа. Основні галузі зайнятості: освіта, охорона здоров'я та соціальна допомога — 24,4 %, транспорт — 17,1 %, оптова торгівля — 17,1 %.